# Brazil Songs
Brazil Songs es una lista de éxitos musicales de Brasil, publicada por la revista Billboard desde febrero de 2022. Es actualizada todos los martes en el sitio web de Billboard. Forma parte de la colección de listas Hits of the World de Billboard, que clasifica las 25 canciones más reproducidas semanalmente en 40 países de todo el mundo. Las canciones se clasifican en base de streams y ventas digitales. Esta es la primera lista local de Billboard en Brasil desde la descontinuación de Brasil Hot 100 luego de que Billboard Brasil dejara de operar por una razón no revelada en enero de 2019.

## Canciones número uno

### 2022

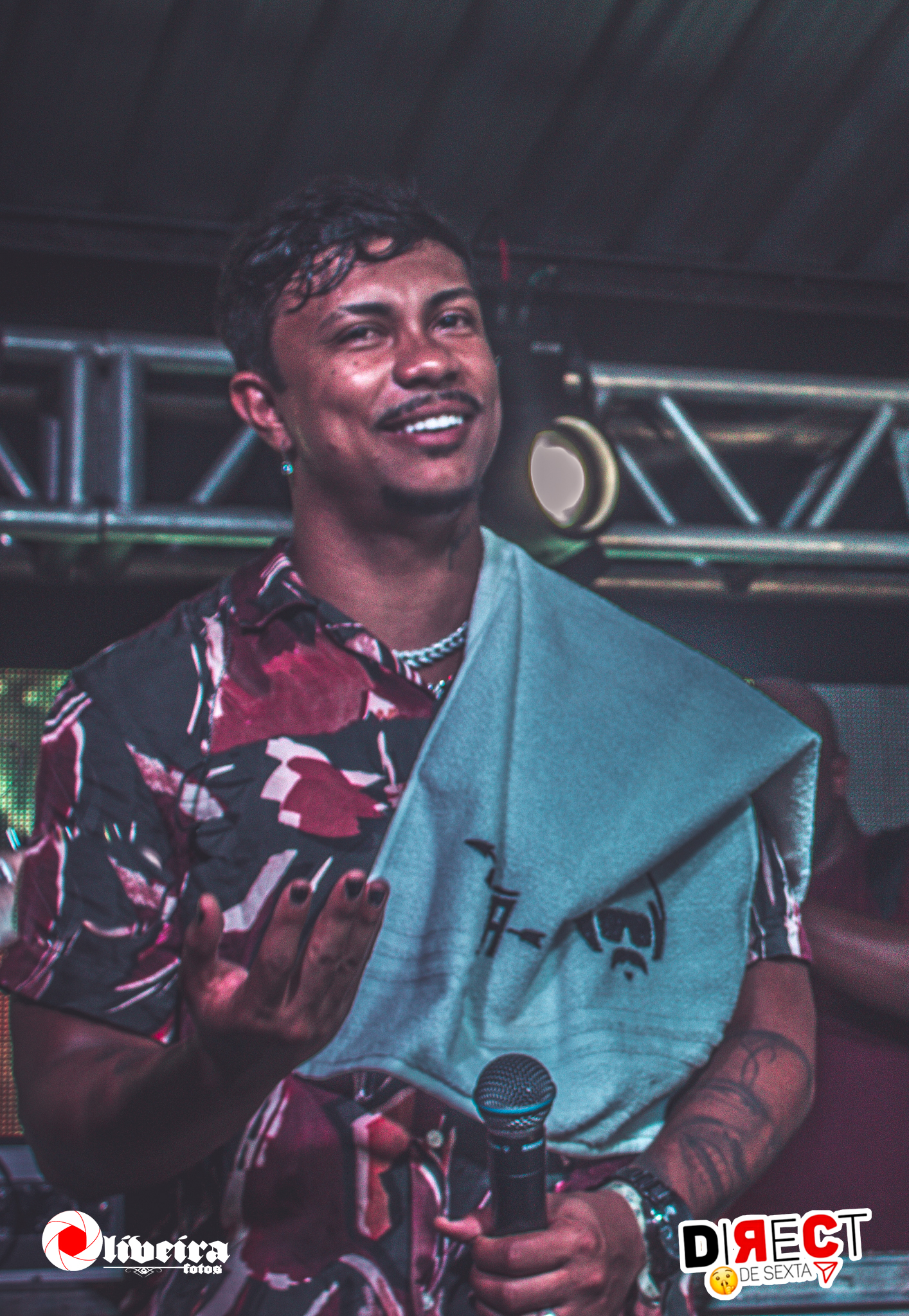
Xamã alcanzó el primer número uno de Brazil Songs con "Malvadão 3", que encabezó la lista durante tres semanas consecutivas.

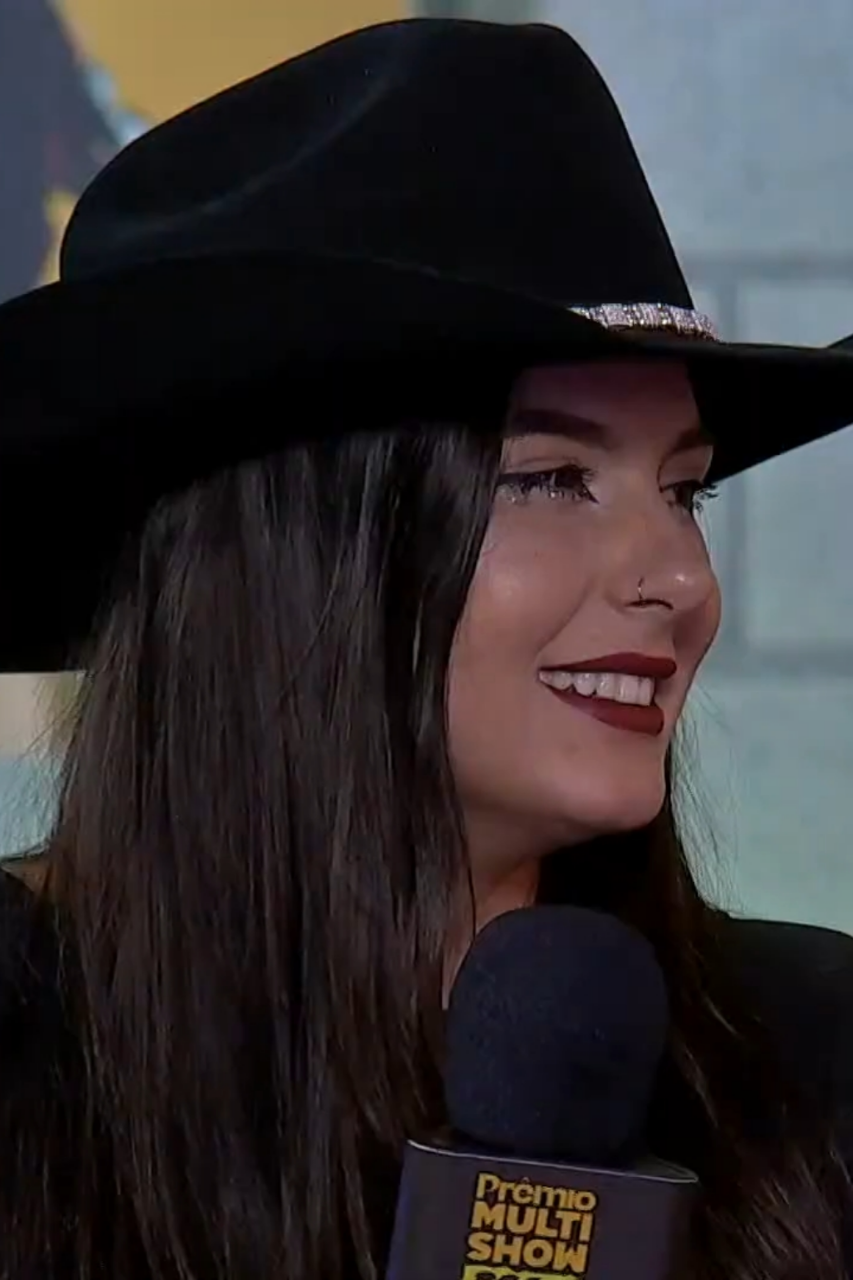
Con un total de 10 semanas, Ana Castela fue la artista que encabezó Brazil Songs durante más tiempo en 2022.

| Fecha            | Canción                 | Artista(s)                                                                                              | Ref.   |
| ---------------- | ----------------------- | --- | ------ |
| 19 de febrero    | "Malvadão 3"            | Xamã, Neo Beats y Gustah                                                                                | [ 3 ]  |
| 26 de febrero    | "Malvadão 3"            | Xamã, Neo Beats y Gustah                                                                                | [ 4 ]  |
| 5 de marzo       | "Malvadão 3"            | Xamã, Neo Beats y Gustah                                                                                | [ 5 ]  |
| 12 de marzo      | "Dançarina"             | Pedro Sampaio y MC Pedrinho                                                                             | [ 6 ]  |
| 19 de marzo      | "Dançarina"             | Pedro Sampaio y MC Pedrinho                                                                             | [ 7 ]  |
| 26 de marzo      | "Dançarina"             | Pedro Sampaio y MC Pedrinho                                                                             | [ 8 ]  |
| 2 de abril       | "Envolver"              | Anitta                                                                                                  | [ 9 ]  |
| 9 de abril       | "Envolver"              | Anitta                                                                                                  | [ 10 ] |
| 16 de abril      | "Sentadona (Ai Calica)" | MC Frog, Davi Kneip y DJ Gabriel Do Borel                                                               | [ 11 ] |
| 23 de abril      | "Sentadona (Ai Calica)" | MC Frog, Davi Kneip y DJ Gabriel Do Borel                                                               | [ 12 ] |
| 30 de abril      | "Sentadona (Ai Calica)" | MC Frog, Davi Kneip y DJ Gabriel Do Borel                                                               | [ 13 ] |
| 7 de mayo        | "Sentadona (Ai Calica)" | MC Frog, Davi Kneip y DJ Gabriel Do Borel                                                               | [ 14 ] |
| 14 de mayo       | "Sentadona (Ai Calica)" | MC Frog, Davi Kneip y DJ Gabriel Do Borel                                                               | [ 15 ] |
| 21 de mayo       | "Sentadona (Ai Calica)" | MC Frog, Davi Kneip y DJ Gabriel Do Borel                                                               | [ 16 ] |
| 28 de mayo       | "Sentadona (Ai Calica)" | MC Frog, Davi Kneip y DJ Gabriel Do Borel                                                               | [ 17 ] |
| 4 de junio       | "Acorda Pedrinho"       | Jovem Dionisio                                                                                          | [ 18 ] |
| 11 de junio      | "Acorda Pedrinho"       | Jovem Dionisio                                                                                          | [ 19 ] |
| 18 de junio      | "Acorda Pedrinho"       | Jovem Dionisio                                                                                          | [ 20 ] |
| 25 de junio      | "Termina Comigo Antes"  | Gusttavo Lima                                                                                           | [ 21 ] |
| 2 de julio       | "Termina Comigo Antes"  | Gusttavo Lima                                                                                           | [ 22 ] |
| 9 de julio       | "Bandido"               | Zé Felipe y MC Mari                                                                                     | [ 23 ] |
| 16 de julio      | "Bandido"               | Zé Felipe y MC Mari                                                                                     | [ 24 ] |
| 23 de julio      | "Ai Preto"              | L7nnon, DJ Biel do Furduncinho y Bianca                                                                 | [ 25 ] |
| 30 de julio      | "Pipoco"                | Ana Castela, Melody y DJ Chris No Beat                                                                  | [ 26 ] |
| 6 de agosto      | "Pipoco"                | Ana Castela, Melody y DJ Chris No Beat                                                                  | [ 27 ] |
| 13 de agosto     | "Pipoco"                | Ana Castela, Melody y DJ Chris No Beat                                                                  | [ 28 ] |
| 20 de agosto     | "Pipoco"                | Ana Castela, Melody y DJ Chris No Beat                                                                  | [ 29 ] |
| 27 de agosto     | "Pipoco"                | Ana Castela, Melody y DJ Chris No Beat                                                                  | [ 30 ] |
| 3 de septiembre  | "Pipoco"                | Ana Castela, Melody y DJ Chris No Beat                                                                  | [ 31 ] |
| 10 de septiembre | "Pipoco"                | Ana Castela, Melody y DJ Chris No Beat                                                                  | [ 32 ] |
| 17 de septiembre | "Pipoco"                | Ana Castela, Melody y DJ Chris No Beat                                                                  | [ 33 ] |
| 24 de septiembre | "Casei com a Putaria"   | MC Paiva y MC Ryan SP                                                                                   | [ 34 ] |
| 1 de octubre     | "Casei com a Putaria"   | MC Paiva y MC Ryan SP                                                                                   | [ 35 ] |
| 8 de octubre     | "Poesia Acústica 13"    | MC Cabelinho, TZ da Coronel, Chefin, Luísa Sonza, N.I.N.A., Xamã, Oruam, Chris MC, L7nnon y Salve Malak | [ 36 ] |
| 15 de octubre    | "Casei com a Putaria"   | MC Paiva y MC Ryan SP                                                                                   | [ 37 ] |
| 22 de octubre    | "Eu Gosto Assim"        | Gustavo Mioto y Mari Fernandez                                                                          | [ 38 ] |
| 29 de octubre    | "Eu Gosto Assim"        | Gustavo Mioto y Mari Fernandez                                                                          | [ 39 ] |
| 5 de noviembre   | "Eu Gosto Assim"        | Gustavo Mioto y Mari Fernandez                                                                          | [ 40 ] |
| 12 de noviembre  | "Eu Gosto Assim"        | Gustavo Mioto y Mari Fernandez                                                                          | [ 41 ] |
| 19 de noviembre  | "Eu Gosto Assim"        | Gustavo Mioto y Mari Fernandez                                                                          | [ 42 ] |
| 26 de noviembre  | "Eu Gosto Assim"        | Gustavo Mioto y Mari Fernandez                                                                          | [ 43 ] |
| 3 de diciembre   | "Evoque Prata"          | MC Menor HR, MC Menor SG y Dj Escobar                                                                   | [ 44 ] |
| 10 de diciembre  | "Evoque Prata"          | MC Menor HR, MC Menor SG y Dj Escobar                                                                   | [ 45 ] |
| 17 de diciembre  | "Evoque Prata"          | MC Menor HR, MC Menor SG y Dj Escobar                                                                   | [ 46 ] |
| 24 de diciembre  | "Bombonzinho"           | Israel & Rodolffo y Ana Castela                                                                         | [ 47 ] |
| 31 de diciembre  | "Bombonzinho"           | Israel & Rodolffo y Ana Castela                                                                         | [ 48 ] |

### 2023
| Fecha         | Canción          | Artista(s)                      | Ref.   |
| ------------- | ---------------- | ------------------------------- | ------ |
| 7 de enero    | "Bombonzinho"    | Israel & Rodolffo y Ana Castela | [ 49 ] |
| 14 de enero   | "Bombonzinho"    | Israel & Rodolffo y Ana Castela | [ 50 ] |
| 21 de enero   | "Leão"           | Marília Mendonça                | [ 51 ] |
| 28 de enero   | "Leão"           | Marília Mendonça                | [ 52 ] |
| 4 de febrero  | "Leão"           | Marília Mendonça                | [ 53 ] |
| 11 de febrero | "Leão"           | Marília Mendonça                | [ 54 ] |
| 18 de febrero | "Zona de Perigo" | Leo Santana                     | [ 55 ] |
| 25 de febrero | "Zona de Perigo" | Leo Santana                     | [ 56 ] |
| 4 de marzo    | "Zona de Perigo" | Leo Santana                     | [ 57 ] |
| 11 de marzo   | "Leão"           | Marília Mendonça                | [ 58 ] |
| 18 de marzo   | "Nosso Quadro"   | Ana Castela                     | [ 59 ] |
| 25 de marzo   | "Nosso Quadro"   | Ana Castela                     | [ 60 ] |
| 1 de abril    | "Nosso Quadro"   | Ana Castela                     | [ 61 ] |
| 8 de abril    | "Nosso Quadro"   | Ana Castela                     | [ 62 ] |
| 15 de abril   | "Nosso Quadro"   | Ana Castela                     | [ 63 ] |
| 22 de abril   | "Nosso Quadro"   | Ana Castela                     | [ 64 ] |
| 29 de abril   | "Nosso Quadro"   | Ana Castela                     | [ 65 ] |
| 6 de mayo     | "Nosso Quadro"   | Ana Castela                     | [ 66 ] |
| 13 de mayo    | "Nosso Quadro"   | Ana Castela                     | [ 67 ] |
| 20 de mayo    | "Nosso Quadro"   | Ana Castela                     | [ 68 ] |
| 27 de mayo    | "Nosso Quadro"   | Ana Castela                     | [ 69 ] |
| 3 de junio    | "Nosso Quadro"   | Ana Castela                     | [ 70 ] |
| 10 de junio   | "Nosso Quadro"   | Ana Castela                     | [ 71 ] |
| 17 de junio   | "Tá OK"          | Dennis DJ y Kevin o Chris       | [ 72 ] |
| 24 de junio   | "Tá OK"          | Dennis DJ y Kevin o Chris       | [ 73 ] |
| 1 de julio    | "Tá OK"          | Dennis DJ y Kevin o Chris       | [ 74 ] |
| 8 de julio    | "Tá OK"          | Dennis DJ y Kevin o Chris       | [ 75 ] |
| 15 de julio   | "Tá OK"          | Dennis DJ y Kevin o Chris       | [ 76 ] |
| 22 de julio   | "Tá OK"          | Dennis DJ y Kevin o Chris       | [ 77 ] |